# Chim cổ rắn châu Úc
Chim cổ rắn châu Úc (danh pháp khoa học: Anhinga novaehollandiae) là một loài chim trong họ Cổ rắn. Loài chim này được tìm thấy ở Úc, Indonesia và Papua New Guinea. Trung bình mỗi cá thể nặng khoảng 2,6 kg và có chiều dài cơ thể từ 86–94 cm.

## Phân loại
Nhà điểu học John Gould đã đặt tên cho loài chim cổ rắn châu Úc là Plotus novaehollandiae vào năm 1847. Loài động vật này có liên hệ gần gũi với chim cổ rắn châu Mỹ (Anhinga anhinga), chim cổ rắn châu Phi (Anhinga rufa) và điên điển phương Đông (Anhinga melanogaster), chim cổ rắn châu Úc là một phân loài của chim cổ rắn châu Phi hoặc cả hai loài chim cổ rắn châu Phi cùng với điên điển phương Đông. Bốn loài này từng được phân loại là một loài duy nhất. Nghiên cứu về xương chân cho thấy ba loài trong ở Á-Âu-Phi có mối liên hệ chặt chẽ với nhau hơn những loài riêng biệt ở châu Mỹ. Phân tích di truyền cho thấy loài này khác với chim cổ rắn châu Phi ở một mức độ tương đương như là giữa những loài phân tách, và các nhà chuyên môn đã nhất trí xem xét chim cổ rắn châu Úc là một loài riêng biệt.
Hóa thạch chim cổ rắn châu Úc đã được phục hồi từ một số địa tầng thế Pleistocene ở Úc.
Cũng như chim cổ rắn châu Úc, những cái tên phổ biến được đặt cho loài này bao gồm chim điên điển, chim lặn, chim cốc mỏ cứng, chim cốc hoặc chim cổ rắn. Người bản địa vùng tây nam nước Úc gọi nó là mimal. Gould cũng gọi nó là chim cổ rắn New Holland hay chim quỷ New Holland.

## Mô tả
Chim cổ rắn châu Úc là một loài chim mảnh dẻ với chiều dài cơ thể từ 86–94 cm với một chiếc cổ mảnh mai giống cổ rắn. Con trống có bộ lông đen tuyền, đi với một vệt trắng ở một bên đầu và cổ, trong khi con mái có phần bụng màu trắng.

## Môi trường sống và phân bố
Môi trường sống điển hình của chim cổ rắn châu Úc là vùng đất ngập nước, có thể là nước ngọt hoặc nước lợ, ở độ sâu hơn 0,5 m với những cây ngã đổ hay khúc gỗ mục, hoặc bờ đất phủ thảm thực vật. Trong một vài trường hợp ít phổ biến hơn, chim cổ rắn châu Úc còn được tìm thấy trong môi trường nước mặn đất liền. Chim cổ rắn châu Úc cũng phân bố ở vùng đất thấp của New Guinea, New Britain, Quần đảo Moluccas và Quần đảo Sunda nhỏ. Loài chim này cũng hiện diện trên khắp nước Úc, tuy nhiên hiếm gặp ở Hoang mạc Sandy Lớn hay Hoang mạc Victoria Lớn, Đồng bằng Nullarbor. Chúng cũng sống lang thang ở đảo Tasmania.

## Thức ăn
Chim cổ rắn châu Úc thường dùng đầu và cổ để kiếm ăn trong nước. Lông của nó có thể ngấm nước, góp phần giúp bản thân giảm sức nổi tự nhiên và lặn dưới mặt nước. Thức ăn của chim cổ rắn châu Úc thường là cá ốt me Úc (Retropinna semoni), cá tráp xương to (Nematalosa erebi), Glossamia aprion, cá tráp lướt sóng (Acanthopagrus australis), cá rô dát vàng (Leiopotherapon unicolor), cá đục đầu bằng (Philypnodon grandiceps), cùng một số loài như cá rô châu Âu (Perca fluviatilis), cá vàng (Carassius auratus) và cá chép (Cyprinus carpio). Loài rùa cổ rắn New Guinea (Chelodina novaeguineae) cũng là một con mồi. Ngoài ra, chim cổ rắn châu Úc cũng ăn nhiều động vật không xương sống bao gồm tôm, giun nước ngọt và những loài động vật thân mềm, cũng như các loài côn trùng như ruồi, bướm đêm, bọ cánh cứng ăn xác thối dưới nước (họ Cà niễng râu ngắn), bọ cánh cứng nước (Dytiscidae), bọ nước Corixidae, bọ nước khổng lồ (Diplonychus rusticus) và bọ gạo (Notonectidae).

## Sinh sản
Chim cổ rắn châu Úc sinh sản trên khắp phạm vi phân bố của chúng hoặc gần các vùng nước ngọt hoặc nước mặn nội địa. Quá trình sinh sản sẽ diễn ra mỗi năm một lần, hoặc hai lần khi xảy ra hai trận lụt trong một năm. Mùa giao phối diễn ra vào mùa xuân (tháng 8 đến tháng 10) ở miền nam Australia hoặc mùa mưa (tháng 1 đến tháng 3/tháng 4) ở miền bắc Australia, vào tháng 4 ở vùng Trans-Fly ở miền nam New Guinea, vào tháng 8 và tháng 9 ở Lower Fly và tháng 7 và tháng 11 quanh Port Moresby. Tổ của loài chim này rất lớn, có hình đĩa được làm bằng những cây gỗ nhỏ và được lót bằng một lớp lau sậy, lá cây và những cọng lác, thường được lấy từ các cành của một thân cây ngập nước hoặc trên những nhánh cây nhô lên khỏi mặt nước. Chim cổ rắn châu Úc thường xây tổ trong khu sinh sống của những con chim cốc. Tổ của chúng có thể phân biệt nhờ kích thước lớn hơn và không có phân chim.
Mỗi lứa sinh sản, chim cổ rắn châu Úc đẻ từ ba đến năm quả trứng. Trứng chim có hình bầu dục, thon dài, kích thước 56 x 34 mm, có màu xanh nhạt nhưng được phủ trong một lớp vôi phấn. Những quả trứng này sẽ dần dần bị trầy xước và bẩn màu trong thời gian chim mẹ ấp trứng.

## Thư viện ảnh

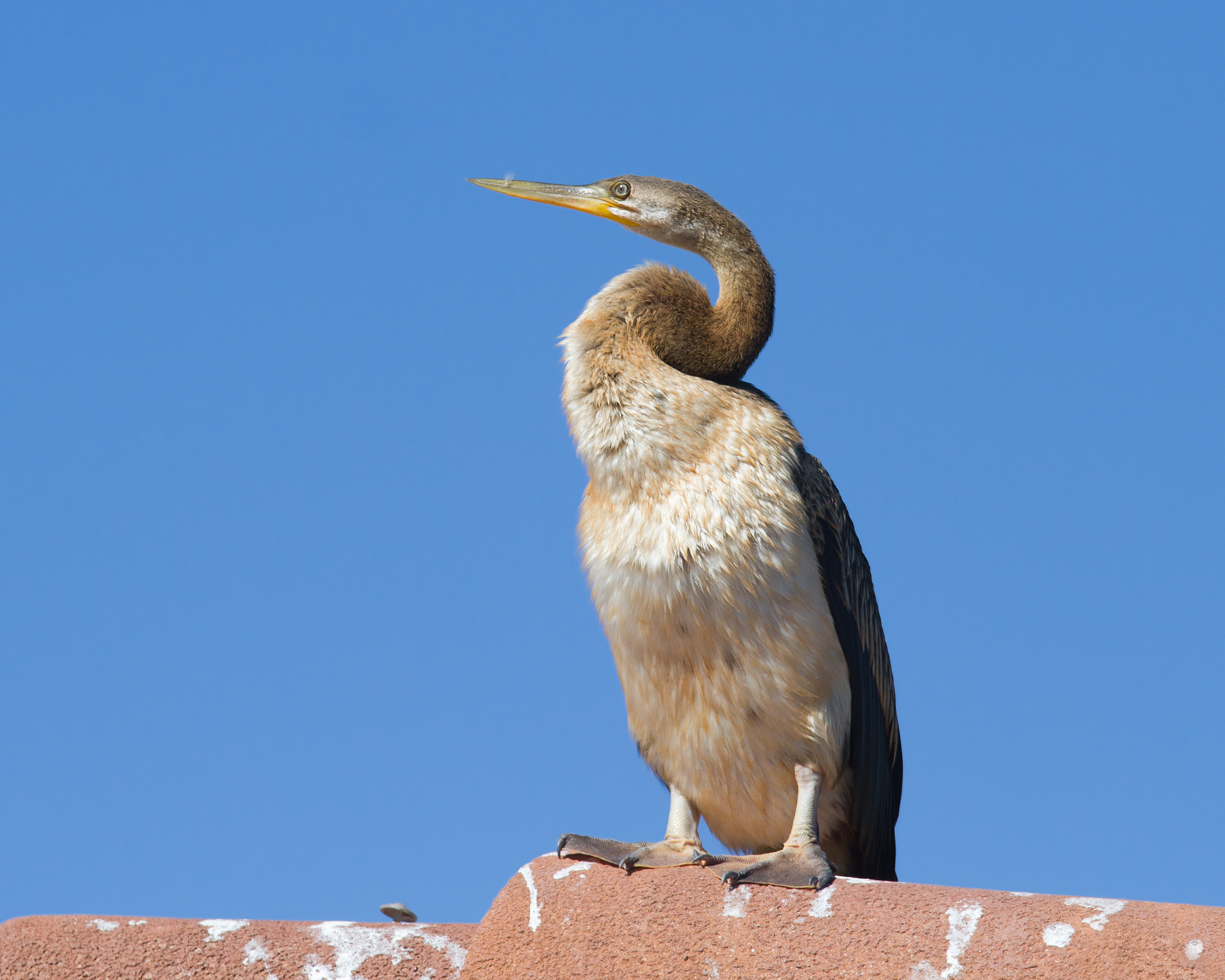
Con trống trưởng thành
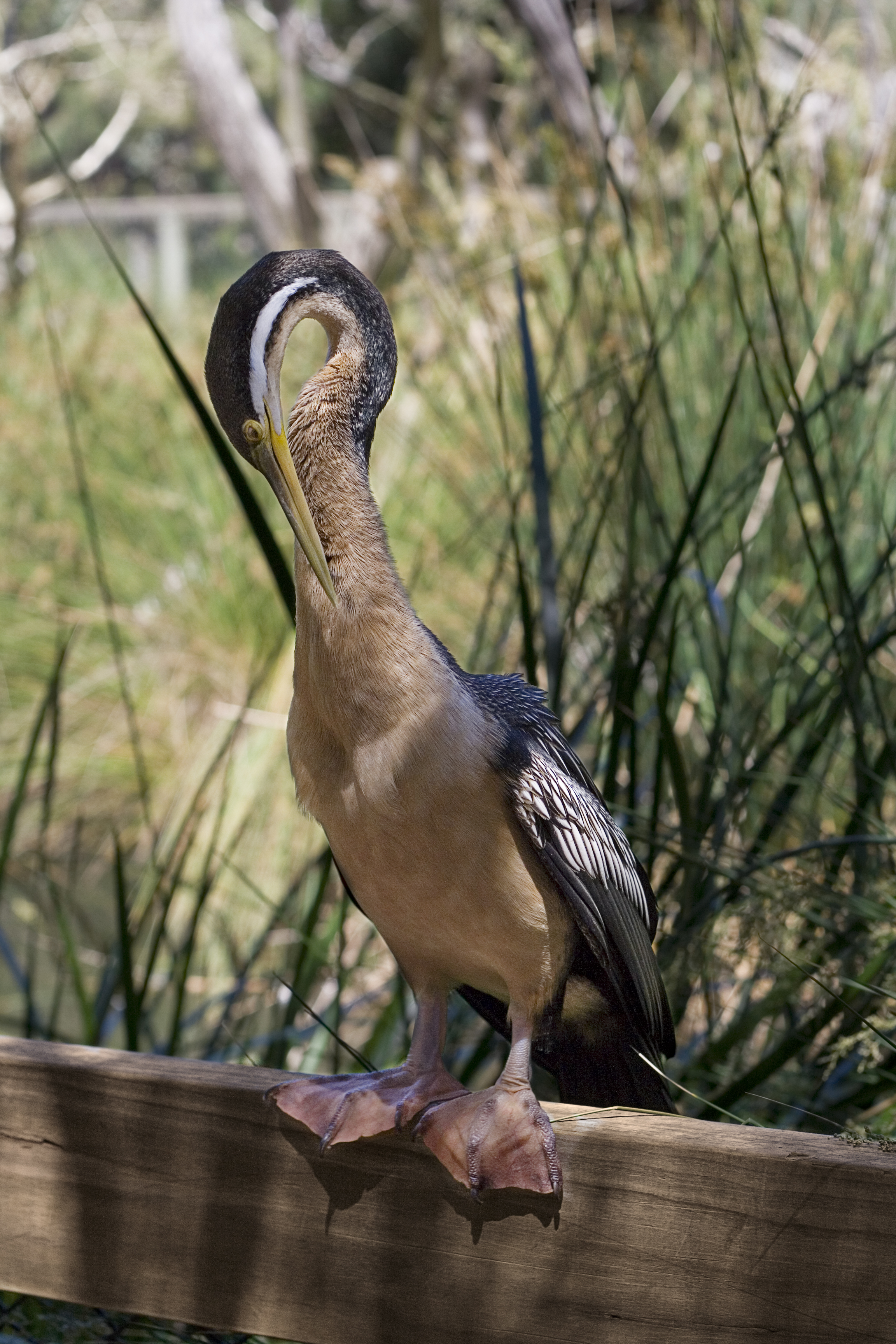
Một con trống đang rỉa lông
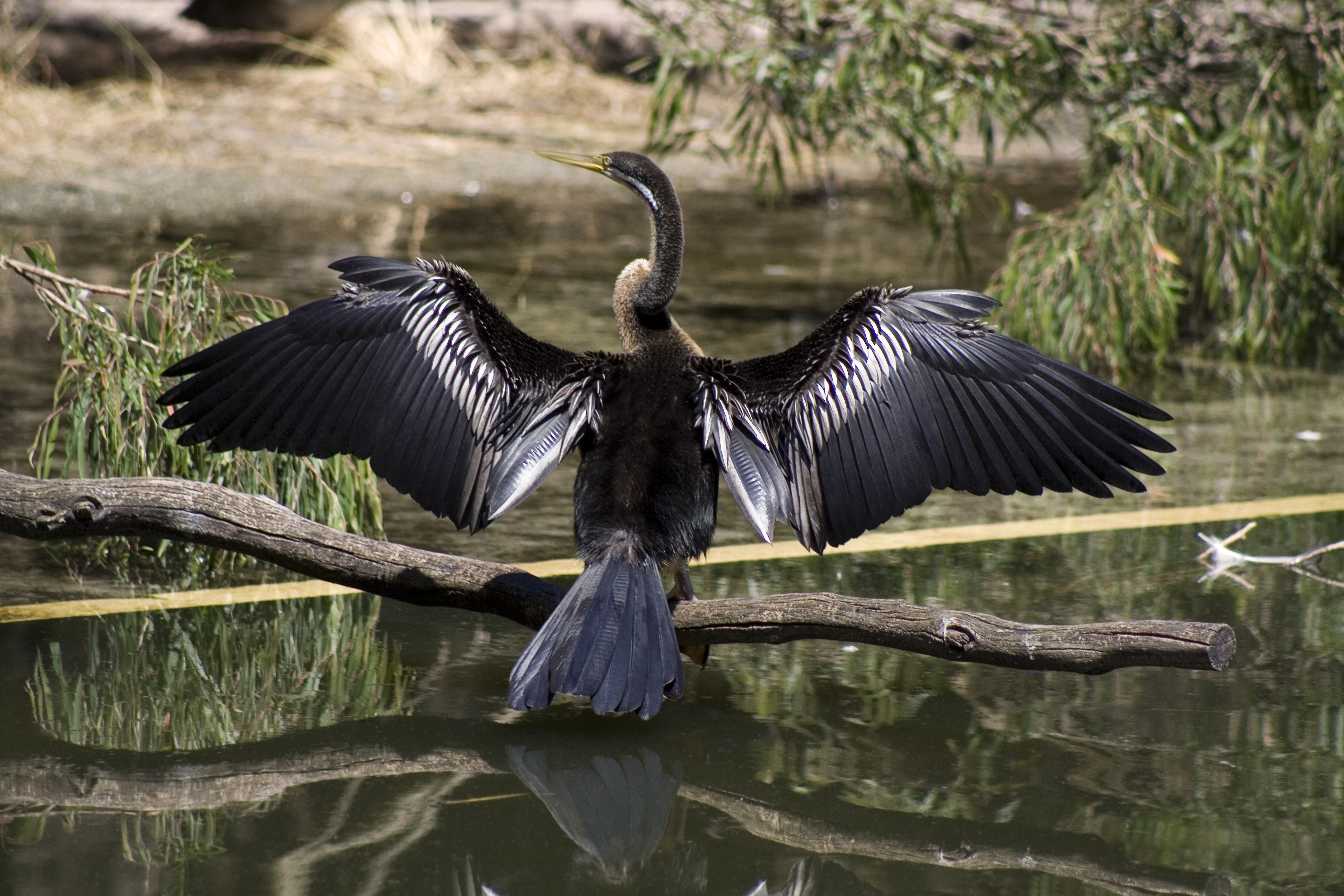
Một con trống đang tung cánh làm khô bộ lông
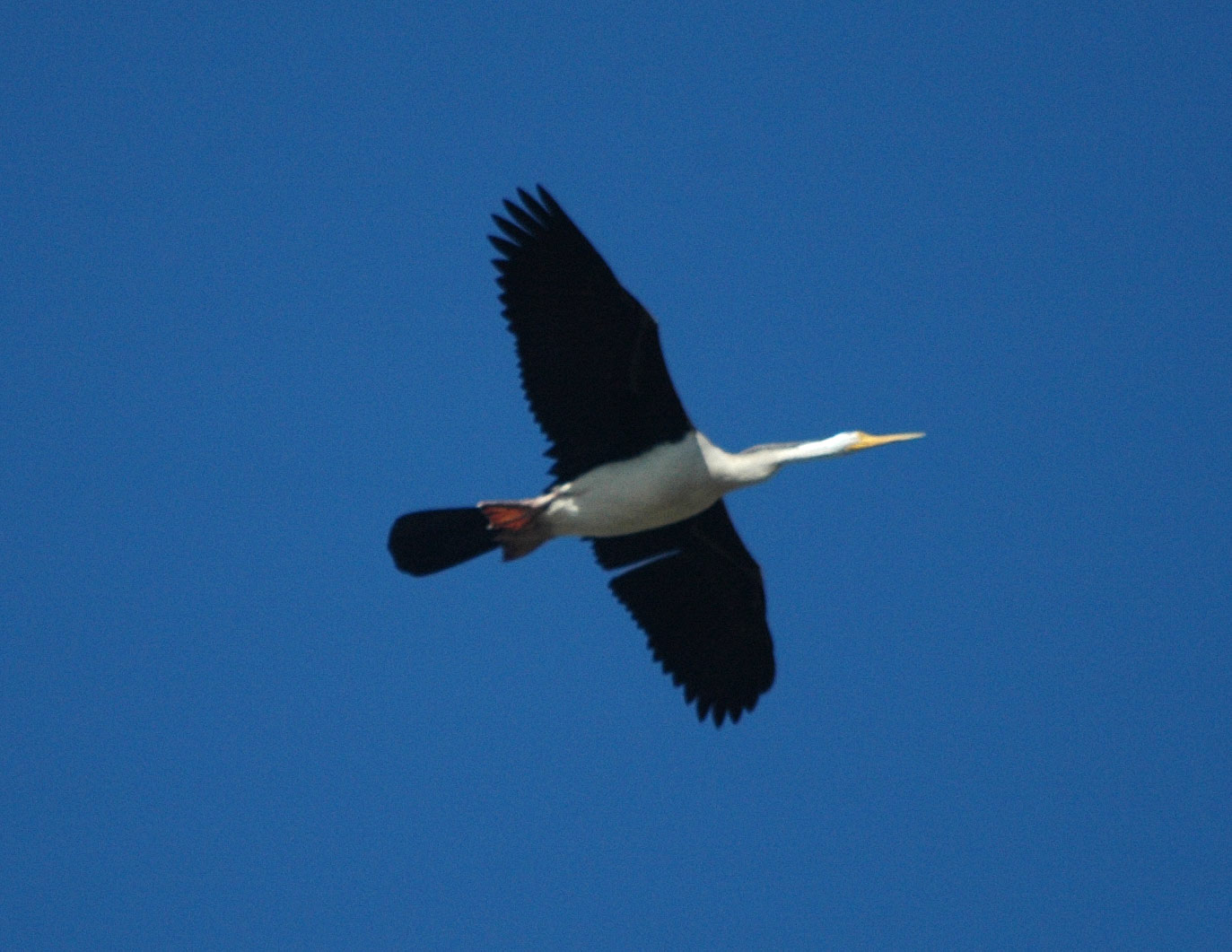
Một con mái đang chao liệng trên không trung
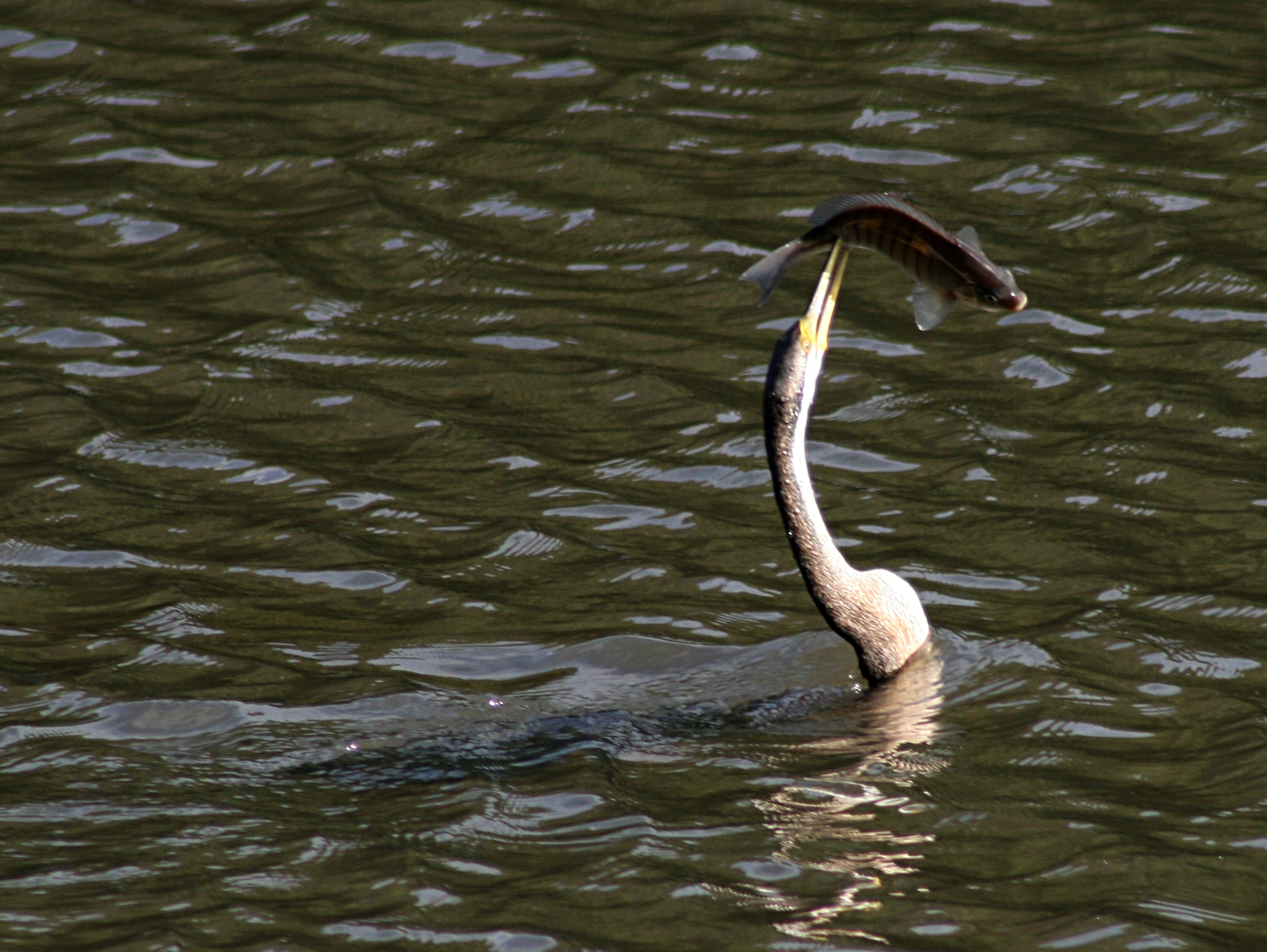
Một cuộc đi săn bội thu
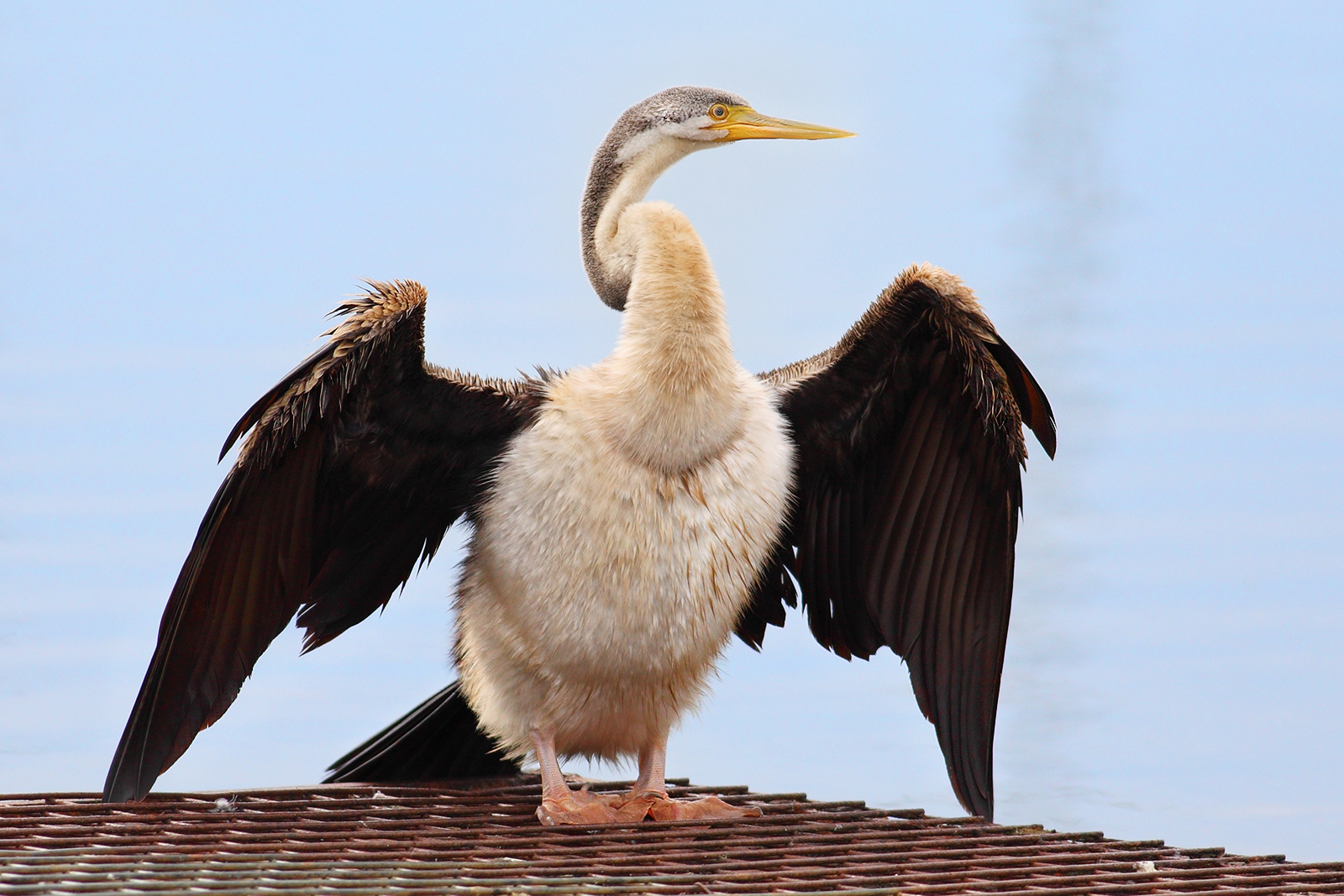
Chim cổ rắn mái
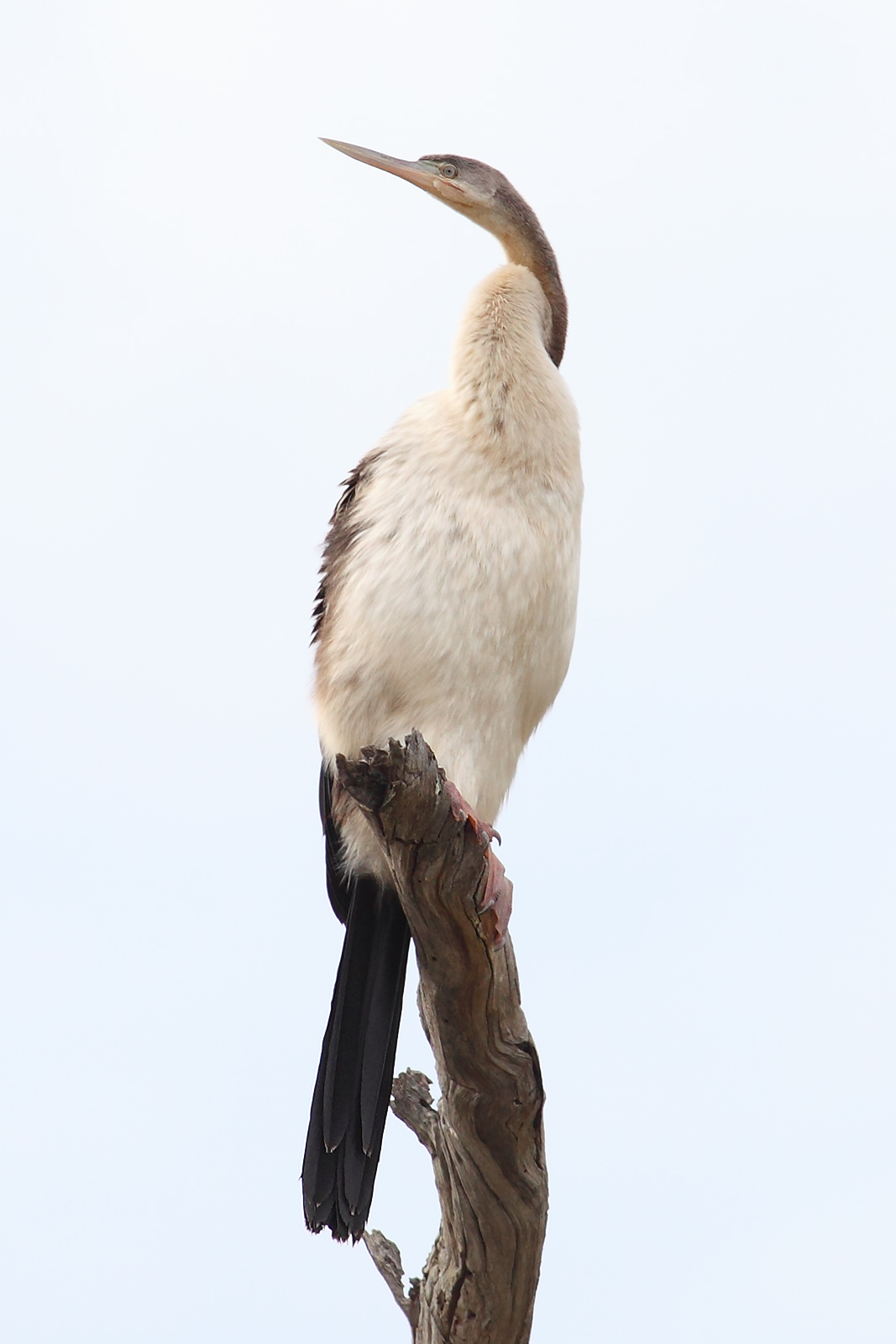